# Shermaine Martina
Shermaine Martina (Tilburg, 14 aprile 1996) è un calciatore olandese, centrocampista del Tongeren e della nazionale di Curaçao.

## Biografia
È fratello gemello di Shermar Martina, anch'egli calciatore.

## Caratteristiche tecniche
È un mediano.

## Carriera

### Club
Cresciuto nel settore giovanile del MVV, ha esordito in prima squadra il 7 agosto 2015 in occasione del match di Eerste Divisie perso 1-0 contro l'Helmond Sport.

### Nazionale
Il 26 marzo 2018 ha esordito con la nazionale di Curaçao disputando l'amichevole vinta 1-0 contro la Bolivia.

## Statistiche
Statistiche aggiornate al 20 novembre 2018.

### Cronologia presenze e reti in nazionale
| Cronologia completa delle presenze e delle reti in nazionale ― Curaçao | Cronologia completa delle presenze e delle reti in nazionale ― Curaçao | Cronologia completa delle presenze e delle reti in nazionale ― Curaçao | Cronologia completa delle presenze e delle reti in nazionale ― Curaçao | Cronologia completa delle presenze e delle reti in nazionale ― Curaçao | Cronologia completa delle presenze e delle reti in nazionale ― Curaçao | Cronologia completa delle presenze e delle reti in nazionale ― Curaçao | Cronologia completa delle presenze e delle reti in nazionale ― Curaçao |
| Data                                                                   | Città                                                                  | In casa                                                                | Risultato                                                              | Ospiti                                                                 | Competizione                                                           | Reti                                                                   | Note                                                                   |
| ---------------------------------------------------------------------- | ---------------------------------------------------------------------- | ---------------------------------------------------------------------- | ---------------------------------------------------------------------- | ---------------------------------------------------------------------- | ---------------------------------------------------------------------- | ---------------------------------------------------------------------- | ---------------------------------------------------------------------- |
| 26-3-2018                                                              | Willemstad                                                             | Curaçao                                                                | 1 – 0                                                                  | Bolivia                                                                | Amichevole                                                             | -                                                                      | 80’                                                                    |
| 10-9-2018                                                              | Willemstad                                                             | Curaçao                                                                | 10 – 0                                                                 | Grenada                                                                | CONCACAF Nations League - Qual.                                        | -                                                                      |                                                                        |
| Totale                                                                 |                                                                        | Presenze                                                               | 2                                                                      |                                                                        | Reti                                                                   | 0                                                                      |                                                                        |